# Île Elizabeth (Bermudes)
Pour les articles homonymes, voir Île Elizabeth.
Elizabeth est une île des Bermudes. 